# Дубовецька сільська рада (Кіцманський район)
Дубове́цька сільська́ ра́да — адміністративно-територіальна одиниця та орган місцевого самоврядування в Кіцманському районі Чернівецької області. Адміністративний центр — село Дубівці.

## Загальні відомості
- Населення ради: 1 232 особи (станом на 2001 рік)

## Населені пункти
Сільській раді були підпорядковані населені пункти:
- с. Дубівці

## Склад ради
Рада складалася з 16 депутатів та голови.
- Голова ради: Орлецький Микола Юрійович
- Секретар ради: Савюк Ольга Василівна

### Керівний склад попередніх скликань
| Прізвище, ім'я, по батькові | Основні відомості                                                                                              | Дата обрання | Дата звільнення |
| --------------------------- | --- | ------------ | --------------- |
| Орлецький Микола Юрійович   | Сільський голова, 1965 року народження, освіта середня загальна, член Всеукраїнського об'єднання «Батьківщина» | 26.03.2006   | 31.10.2010      |
| Орлецький Микола Юрійович   | Сільський голова, 1965 року народження, освіта середня загальна, член Всеукраїнського об'єднання «Батьківщина» | 31.10.2010   |                 |

Примітка: таблиця складена за даними сайту Верховної Ради України

### Депутати
За результатами місцевих виборів 2010 року депутатами ради стали:

#### За суб'єктами висування
| Суб'єкт висування | Кількість обраних депутатів | %   |
| ----------------- | --------------------------- | --- |
| Самовисування     | 16                          | 100 |

#### За округами
| № округу | Прізвище, ім'я, по батькові   | Дата визнання обраним | Освіта             | Партійна приналежність                        | Відомості про обраного депутата    |
| -------- | ----------------------------- | --------------------- | ------------------ | --------------------------------------------- | ---------------------------------- |
| 1        | Чопюк Микола Євгенович        | 04.11.2010            | середня            | позапартійний                                 | м. Чернівці «Лідер ЛТД», водій     |
| 2        | Костащук Ігор Ілліч           | 04.11.2010            | середня спеціальна | член Всеукраїнського об'єднання «Батьківщина» | приватний підприємець              |
| 3        | Сиротюк Валерій Дмитрович     | 04.11.2010            | середня спеціальна | позапартійний                                 | клуб с. Дубівці, завідуючийклубом  |
| 4        | Бабюк Василь Степанович       | 04.11.2010            | середня            | позапартійний                                 | тимчасово не працює                |
| 5        | Савюк Ольга Василівна         | 04.11.2010            | вища               | позапартійна                                  | Дубовецька сільська рада, секретар |
| 6        | Купчанко Василь Дмитрович     | 04.11.2010            | середня            | позапартійний                                 | пенсіонер                          |
| 7        | Рурак Василь Сільвестрович    | 04.11.2010            | середня            | член Всеукраїнського об'єднання «Батьківщина» | пенсіонер                          |
| 8        | Костащук Василь Євгенович     | 04.11.2010            | середня спеціальна | член Всеукраїнського об'єднання «Батьківщина» | тимчасово не працює                |
| 9        | Рурак Володимир Олександрович | 04.11.2010            | середня спеціальна | член Всеукраїнського об'єднання «Батьківщина» | м. Чернівці ДЕПО, механік          |
| 10       | Найда Микола Миколайович      | 04.11.2010            | середня            | позапартійний                                 | ПМК смт Лужани, робітник           |
| 11       | Гарматюк Мирослав Романович   | 04.11.2010            | середня            | член Всеукраїнського об'єднання «Батьківщина» | приватний підприємець              |
| 12       | Пазюк Володимир Васильович    | 04.11.2010            | середня            | позапартійний                                 | тимчасово не працює                |
| 13       | Гарматюк Володимир Романович  | 04.11.2010            | середня спеціальна | член Всеукраїнського об'єднання «Батьківщина» | приватний підприємець              |
| 14       | Гелетюк Мирослав Іванович     | 04.11.2010            | середня            | член Всеукраїнського об'єднання «Батьківщина» | приватний підприємець              |
| 15       | Сивачук Дмитро Теодорович     | 04.11.2010            | середня            | член Всеукраїнського об'єднання «Батьківщина» | тимчасово не працює                |
| 16       | Адамюк Валерій Васильович     | 04.11.2010            | вища               | член Всеукраїнського об'єднання «Батьківщина» | приватний підприємець              |